# 柱齒獸
柱齒獸（學名Docodon）是侏羅紀的一属哺乳動物。牠們生存於約1億5000萬至1億4500萬年前的墨西哥北部及美國南部。對於柱齒獸所知有限，發現的只有一些牙齒化石。這些化石是由奧塞內爾·查利斯·馬什於1880年發現的，位於地層帶2-6。估計柱齒獸的高度只有10厘米。

## 重量
於2009年的一項研究中估計，柱齒獸是莫里遜組內最巨大的哺乳動物，重約141克。